# Saska Szwajcaria

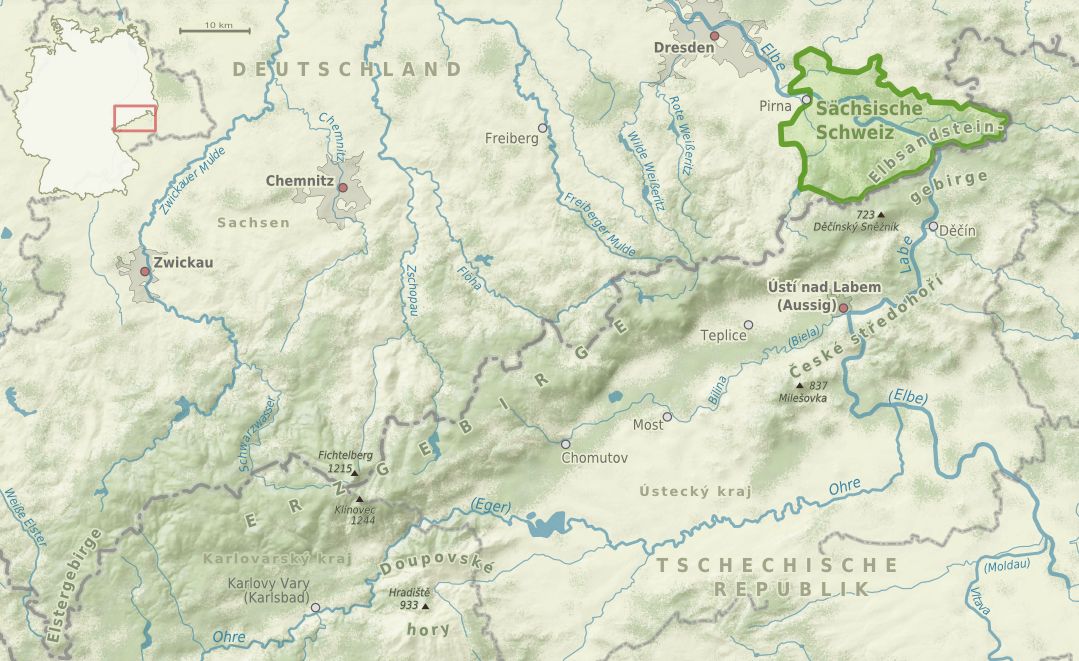
Saska Szwajcaria na mapie

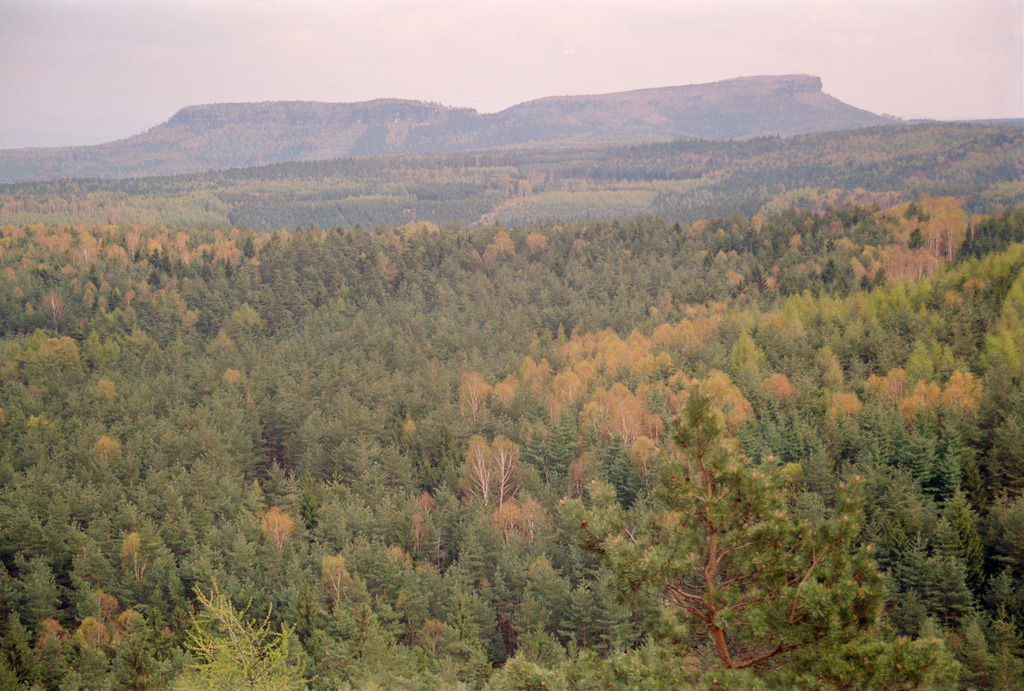
Großer Zschirnstein – najwyższy szczyt Saskiej Szwajcarii

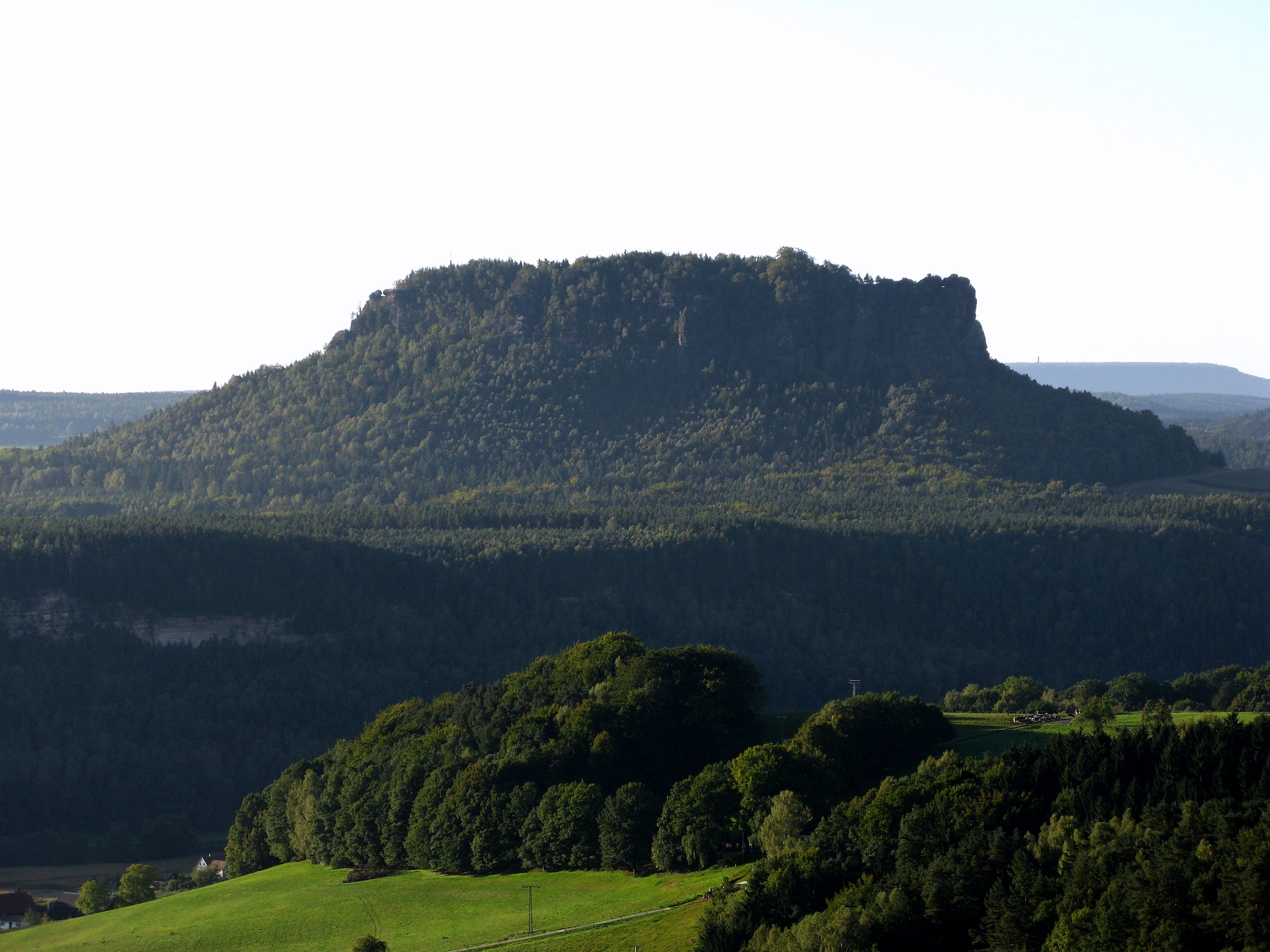
Lilienstein widziany z Bastei

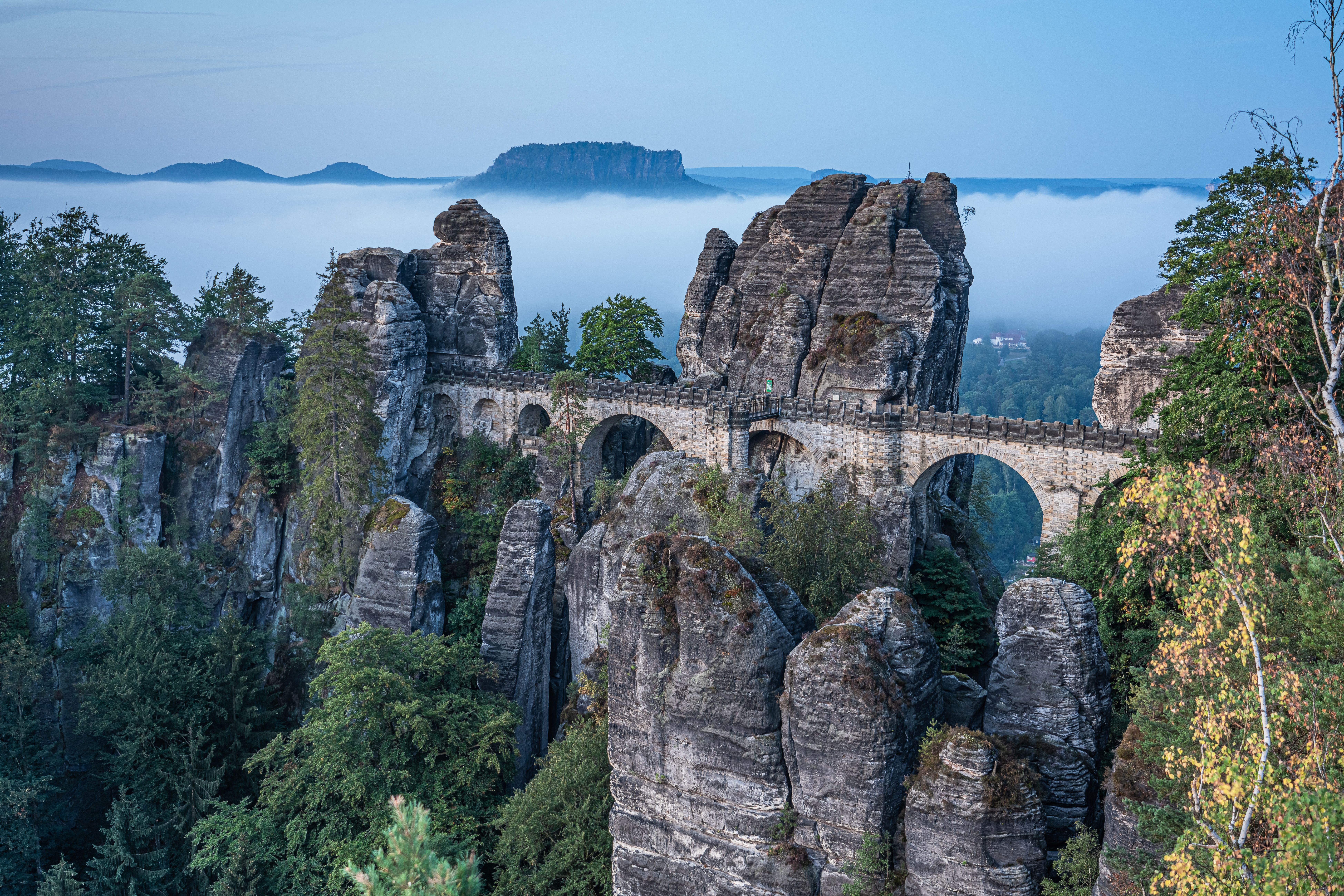
Bastei

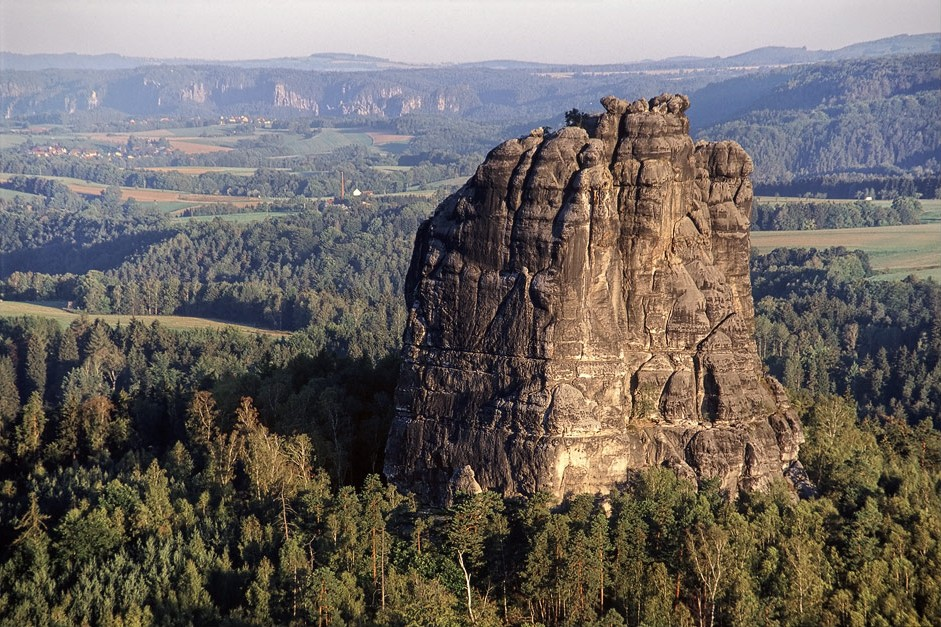
Falkenstein

Saska Szwajcaria, Saksońska Szwajcaria (niem. Sächsische Schweiz) – określenie niemieckiej części Gór Połabskich ("po-łabie") znajdujących się po obu brzegach rzeki Łaba, na południowy wschód od Drezna. Rozpościera się między czeskim miastem przygranicznym Děčín i saksońskim miastem Pirna. Stanowi część Średniogórza Niemieckiego. Zajmuje powierzchnię około 360 km². Wzniesienia sięgają 400–500 m n.p.m.; najwyższe Großer Zschirnstein (562 m).
Dla turystyki Saska Szwajcaria została "odkryta" na początku XIX wieku, zaś autorem nazwy jest szwajcarski malarz Adrian Zingg, który tak nazwał w 1800 roku ten rejon Saksonii. Przyjęła się też analogiczna nazwa Czeska Szwajcaria (České Švýcarsko), a także nazwa zbiorcza: Sasko-Czeska.
Wyjątkową atrakcją krajobrazową w tym regionie są piaskowce o oryginalnych kształtach wyrzeźbionych przez erozję. Jest to również obszar o niespotykanej gdzie indziej różnorodności kształtowań terenu na stosunkowo niewielkiej przestrzeni. Równiny znajdują się w bezpośrednim sąsiedztwie jarów, gór stołowych i skalistych.

## Obiekty do zwiedzania na terenie Saskiej Szwajcarii
- Bastei – skalna ambona wysokości 305 metrów n.p.m., 200 metrów ponad lustrem rzeki Łaby[3]
- Most na Bastei
- Schwedenlöcher
- Lilienstein, Papststein, Pfaffenstein, Zirkelstein – kompleksy skalne
- Kuhstall – naturalna brama w skale
- Wodospad Lichtenhain
- Schrammsteine – rozległy obszar skalny w centralnej części regionu
- Amselsee – jezioro w okolicach kurortu Rathen

Zamki i twierdze
- Twierdza Königstein
- Zamek Hohnstein
- Altrathen
- Lilienstein
- Zamek Neurathen
- Zamek Stolpen
- Schwarzenbach
- pałac Sonnenstein
- Wehlen
- Wildenstein
- Winterstein